# Edwige Ngono Eyia
Edwige Ngono Eyia (Yaundé, 10 de junio de 1988) es una deportista camerunesa que compite en lucha libre. Ganó tres medallas en el Campeonato Africano de Lucha entre los años 2010 y 2015.

## Palmarés internacional
| Campeonato Africano | Campeonato Africano | Campeonato Africano | Campeonato Africano |
| Año                 | Lugar               | Medalla             | Categoría           |
| ------------------- | ------------------- | ------------------- | ------------------- |
| 2010                | El Cairo (Egipto)   | Medalla de bronce   | 59 kg               |
| 2014                | Túnez (Túnez)       | Medalla de bronce   | 58 kg               |
| 2015                | Alejandría (Egipto) | Medalla de plata    | 60 kg               |